# Бокай (присілок)
Бока́й (рос. Бокай) — присілок (колишній виселок) у складі Алнаського району Удмуртії, Росія.

## Населення
Населення — 21 особа (2010; 13 в 2002).
Національний склад станом на 2002 рік:
- удмурти — 100 %

## Урбаноніми[3]
- вулиці — Соснова